# بوبي (فلم)
بوبي، هو فيلم رومانسي تم عرضه في عام 1973 و هو من إنتاج و إخراج الممثل و صانع الافلام المعروفراج كابور. حظي هذا الفيلم بشعبية على نطاق واسع. كان هذا أول فيلم في أدوار البطولة لكل من ديمبل كاباديا وريشي كابور وهو ابن راج كابور.
كان توجّه الفيلم واضحاً حيث أدخل إلى بوليوود نوع من رومانسية المراهقين مع صدامات بين طبقتي الأغنياء والفقراء. استوحت العديد من الأفلام التي أنتجت في الستوات اللاحقة عن هذه الحبكة.
صنفت "أفلام إنديا تايمز" فيلم بوبي من بين "الأفلام البوليودية الـ25 التي يجب أن تشاهدها. أصبح الفيلم الأكثر اقبالاً وحقق أفضل العوائد عام 1973،
وأصبح ثاني أفضل فيلم من حيث العوائد في السبعينيات.

## ملخص القصة
تدور قصة الفيلم حول حب بين مراهقين من مومباي من طبقتين مختلفتين - راج ناث (ريشي كابور) وهو ابن رجل أعمال ثري (قام بأداء الدور بران) وبوبي براغانزا (ديمبل كاباديا) وهي ابنة صياد سمك مسيحي فقير.
عند عودة راج من المدرسة الداخلية، يحتفل والداه بمناسبة عيد ميلاده. وتأتي بوبي مع جدتها السيدة براغانزا ويلاحظها راج بين الحضور دون أن تلاحظه. تذهب السيدة براغانزا لتسليم هدية راج لوالدته التي تقابلها بتكبر واحتقار، ولشعورها بالإهانة تخرج السيدة براغانزا مع حفيدتها بوبي بسرعة من الحفل.
في اليوم التالي يفتح راج هدايا عيد الميلاد ويجد هدية السيدة براغانزا فيقرر أن يذهب لمقابلة مربيته السابقة وهو صغير. عند وصوله يقرع الجرس فتأتي بوبي مسرعة لفتح الباب. ينظر راج اليها بإعجاب ويطلب مقابلة مربيته فتأتي وتعرفهما على بعض. أثناء انصراف راج يخلط بين كتابه وكتاب بوبي غير مدرك لذلك، فيذهب إلى مقابلتها في المكتبة لتبادل الكتابين، ومن بعدها تنشأ بينهما صداقة.
يذهب راج وبوبي لمشاهدة فيلم فيجدان ان العرض كامل ولا توجد تذاكر دخول. فتخطر لراج فكرة الذهاب إلى حفلة أصدقائه، حيث تتفاجأ بوبي بأجواء الصخب والتحرر في الحفلة، وبالصدفة ترى بوبي راج يتحدث إلى نيما (أرونا إيراني) فتعتقد بأنهما واقعان في الحب وبأن راج يستغلها بصداقته. بتطوّر القصة، يدرك راج أن علاقته بابنة صياد فقير ليست عابرة وجدية ويخبر والديه بالعلاقة مما يثير غضبهما ولكن مع إصرار راج يوافق السيد ناث على دعوة جاك والد بوبي وأسرته لزيارتهم لبدء محادثات حول الزواج، لكنه بدلاً من ذلك يقوم السيد ناصر باتهام جاك براغانزا باستغلال جمال ابنته وجاذبيتها للإيقاع بابنه الغني راج للحصول على ماله. ويعرض عليه المال مقابل توقف بوبي عن مقابلة راج. يشعر جاك بالإهانة من هذا الاتهام فيبدأن بتبادل التهم، ويدخل حديثهما طريقاً مسدودة.
يهرب راج وبوبي ويتعرضان لحادث يجعل أهلهما يعيدان النظر في علاقتهما ويدركون الأهل في النهاية أن حبهم لأولادهم كبير، ولن يقفوا في طريق سعادتهما، فيباركون علاقتهما.

## البطولة
- ريشي كابور بدور راج ناث
- ديمبل كاباديا بدور بوبي براغانزا
- بريم ناث بدور جاك براغانزا
- دورغا خوت بدور السيدة براغانزا
- بران بدور السيد ناث
- فريدة جلال بدور ألكا

## وصلات خارجية
- مقالات تستعمل روابط فنية بلا صلة مع ويكي بيانات